# حضاتهم (الريدة)
'

تعديل مصدري - تعديل

حضاتهم هي إحدى قرى عزلة الريدة وقصيعر بمديرية الريدة وقصيعر التابعة لمحافظة حضرموت، بلغ تعداد سكانها 2085 نسمة حسب تعداد اليمن لعام 2004.